# Banula Marika
Pour les articles homonymes, voir Marika.
Banula (David) Marika est un danseur et acteur aborigène d'Australie originaire de Yirrkala, dans le nord-est de la Terre d'Arnhem, dans le Territoire du Nord de l'Australie.
Fils de l'artiste Roy Marika, il est membre du clan Rirratjingu (en) du peuple Yolngu, et est connu pour ses performances avec le Bangarra Dance Theatre (en) depuis les années 1990.

## Biographie
Banula Marika est originaire de Yirrkala, une communauté aborigène de la Terre d'Arnhem (péninsule de Gove), dans le Territoire du Nord, en Australie. Né dans l'éminente famille d'artistes Marika, il est le fils de Roy Marika (c. 1925 – 1993), important artiste, leader de sa communauté et militant des droits des Aborigènes (en).
Il a un fils, Milika, également danseur, principalement dans le style hip hop, qui a participé à une série télévisée diffusée sur la National Indigenous Television (en).

### Carrière scénique
Danseur, Marika rejoint le Bangarra Dance Theatre (en) dans les années 1990. Ses prestations scéniques avec le Bangarra incluent Up Until Now (1991), Praying Mantis Dreaming (1992-1993) et Bloodland (2011-2012). Il travaille aussi comme consultant culturel sur la production télévisée d'Ochres du Bangarra en 2020.
Marika se produit à la fois comme chanteur et danseur et effectue de nombreuses tournées avec le groupe Yothu Yindi, notamment sur leur célèbre chanson Treaty. Il assure le chant sur leur troisième album, Freedom (1993). Il se produit également avec eux dans le cadre d'un projet commun avec East Journey (en), appelé Genesis, en 2015, qui comprenait une prestation aux National Indigenous Music Awards (en) 2015.
Marika collabore avec la fondatrice de l'Australian Dance Theatre (en), la chorégraphe Elizabeth Cameron Dalman (en), dans une œuvre intitulée Morning Star (2012-2013). Il campe le rôle du gardien de l'esprit créateur (Barnumbirr), et officie comme consultant culturel pour cette œuvre. La Mirramu Dance Company (en) présente Morning Star en mars 2013 au James O. Fairfax Theatre, à la Galerie nationale d'Australie de Canberra.

### Carrière au cinéma
Banula Marika obtient de petits rôles au cinéma. Il est crédité sous le nom de David Manula Barika pour son rôle de joueur de didgeridoo dans le film Jindalee Lady (en) (1992) et sous le nom de Banula (David) Marika pour son premier rôle en tant qu'acteur dans le film Bedevil (en) (1993) : « Pour le rôle de Stompie [...] Moffatt s'est tourné vers le Bangarra Dance Theatre de Redfern et a fait appel à Banula Marika, membre de la célèbre famille Marika de la Terre d'Arnhem [...] Banula n'avait jamais joué auparavant, mais il avait une qualité d'immobilité qui convenait parfaitement ».

### Responsabilités claniques
Depuis 2018 au plus tard, Banula Marika fait partie du conseil d'administration de la Dhimurru Aboriginal Corporation, avec l'artiste et homme de loi Mawalan Marika, qui est son cousin germain,.
Il est également garde forestier indigène de Dhimurru depuis 2002,. Dans ce rôle et en tant que propriétaire traditionnel, il contribue à des articles sur le conseil interculturel et les mesures de conservation environnementale.